# Amaurose congénitale de Leber
L' amaurose congénitale de Leber est une maladie génétique grave de la rétine, décrite pour la première fois en 1869 par Théodor Leber, qu'il appelle rétinite pigmentaire in utero.
Cette maladie ne doit pas être confondue avec la neuropathie optique de Leber, les anévrysmes miliaires de Leber et la neurorétinite stellaire idiopathique de Leber. 

## Description
Les premiers signes sont rapidement évidents dès les premiers mois de vie, associant une réaction lente de la pupille à la lumière, un réflexe oculo-digital, une photophobie et un nystagmus. L'examen du fond d'œil est très variable, souvent normal au début, mais avec apparition d'une rétinite pigmentaire dans l'enfance. Le tracé électrorétinographique est très altéré et le plus souvent absent. L'évolution se fait vers la cécité en quelques décennies.
Cette maladie est parfois associée avec le syndrome de Zellweger.

## Génétique
Le diagnostic est clinique. Sept gènes sont actuellement connus comme responsables de cette pathologie : CRX, CRB1, GUCY2D, AIPL1, RDH12, RPGRIP1 et RPE65. Les mutations de ces gènes sont retrouvés dans 30 à 50 % des cas d'amaurose congénitale de Leber. Trois autres locus supplémentaires sont actuellement individualisés comme responsables de la pathologie.
Elle est de transmission autosomique récessive chez la plupart des patients, mais quelques cas d'hérédité autosomique dominante ont été rapportés.

## Perspective de traitement
La mutation sur le gène RPE65 a été trouvée sur une lignée de chiens atteints de cécité acquise et constituant ainsi un modèle expérimental de la maladie,. L'injection locale du gène normal par l'intermédiaire d'un virus recombinant a permis l'amélioration de la vision de ces animaux. Cette méthode de thérapie génique a été appliquée avec des résultats prometteurs chez des humains,. Ce traitement ne peut être tenté que dans moins de 10 % des cas, correspondant à la proportion de patients porteurs de ce syndrome et de la mutation du gène RPE65. Ce traitement serait d'autant plus efficace s'il est débuté dès l'enfance. Les résultats restent toutefois modestes et tendent à s'estomper avec le temps.